# 2015년 6월 튀르키예 총선
2015년 6월 튀르키예 총선(튀르키예어: 2015 Türkiye genel seçimleri)은 대국민의회 550명 의원을 선출하기 위해 2015년 6월 7일 치러졌다. 이번 총선은 튀르키예 공화국 건국 이래 24대 총선이며, 당선된 의원은 제 25대 튀르키예 의회를 구성했다. 단독으로 내각을 구성할 충분한 의석을 얻는 정당은 없을 것이라는 예측 속에, 총선 결과는 1999년 총선 이래 첫 헝 의회인 것으로 드러났다.
2002년 총선 이후 여당 자리를 차지해 왔던 정의개발당 (AKP)으로선 원내 다수당 자리는 상실했지만 네번째로 연이어 1위 정당 자리를 차지한 총선이 되었다. 정의개발당은 득표율 40.9%에 258석을 얻어 목표로 삼고 있던 330석 의석에 미치지 못했고, 레제프 타이이프 에르도안 대통령의 개인적인 목표였던 400석에도 크게 못 미쳤다. 공화인민당 (CHP)은 득표율 25.0%에 132석 확보로 2011년 총선보다 못한 모습을 보이며 2위 정당 자리를 유지했다. 민족주의자들의 다수표를 정의개발당에서 가져와 얻을 것으로 예상됐던 국민운동당 (HDP)은 13.1% 득표율에 80석을 확보하여 득표율과 원내 의석 비율이 모두 늘었다. 인민민주당 (HDP)은 봉쇄 조항 10%에 미치지 못하고 원내 모든 의원을 잃을 수도 있다는 예측에도 불구하고, 예상보다 약진하여 13.1% 득표율에 80석을 확보했다. 총선 전부터 다수당이 없는 결과가 날 가능성이 널리 고려되고 예측되었으며, 정부와 정치인 양측 모두 이러한 결과에 따를 헌법 절차에 더욱 대비했다.
총선 대비 선거운동은 주로 침체하는 경제, 정부와 쿠르드족 반란군 간에 진행중인 해결 과정, 귈렌 운동의 정치적 영향과 튀르키예의 시리아 내전 개입에 중점을 두었다. 날로 늘어가는 정부의 검열과 권위주의 혐의 (각각 2013년 비리 스캔들과 2013년 게지 공원 시위가 주를 이뤘다)도 반대 운동이 벌어지면서 제기된 쟁점과 국면 중 하나였다. 일각에서는 이번 투표를 에르도안 대통령의 대통령 행정직 요청에 대한 국민투표로 보기도 했다.
이번 총선에서는 많은 정당 후보자와 운동가, 정당 사무실, 선거 차량이 정치적인 이유로 폭력 행위에 시달렸고, 정치적인 폭력과 부정선거로 비난을 받았다. 6월 5일에는 디야르바키르에서 인민민주당 집회를 표적으로 삼은 두 개의 수제 폭탄이 폭발해 지지자 중 4명이 사망하고 100명 이상이 부상당하는 한편, 아디야만주, 이스탄불주, 무슈주, 사카리아주, 코자엘리주에서는 부정선거 의혹이 제기되기도 했다. 이번 총선에서는 상당히 비난을 받은 2014년 지방선거 이래 계속해서 이어져 온 언론 편향, 에르도안 대통령의 개입, 부정선거 주장에 관한 유럽 연합과 OSCE의 선거 전 우려에도 불구하고 잘 조직됐다는 칭찬을 받았으며, 유럽 의회로부터 자유롭고 공정한 선거였다는 공표를 받았다.

## 배경
여당인 정의개발당 (AKP)은 4차 내각 연임을 추진했다. 2014년 8월 레제프 타이이프 에르도안 대통령으로부터 튀르키예 총리직을 넘겨받았던 아흐메트 다부톨루 당 대표는 본인의 힘으로 전 4년 임기를 얻으려 했다. 정의개발당의 목표는 헌법 수정에 대한 국민 투표를 열 권한이 생기는 330석 이상을 얻거나, 국민 투표를 생략하고 의회에서 직접 헌법을 수정할 수 있는 최상의 의석수인 367석 이상을 얻는 것이었다.
공화인민당 (CHP)는 30%선을 넘기는 것을 목표로 삼고 최상으로는 잠재적 소수 정당들의 도움을 받아 내각을 수립하거나 당 하나의 힘으로 수립하는 것을 목표로 삼았다. 케말 킬리쉬다로루 대표는 본인의 당이 차기 정부를 구성할 수 있도록 2011년 총선 결과에서 받았던 것보다 9% 올린 35% 득표를 목표로 삼을 것이라고 공개적으로 밝혔다. 2014년 지방선거 동안 대중의 급격한 지지를 보였던 민족운동당 (MHP)는 연립 정부 참여를 목표로 삼았다. 하지만 공화인민당과 민족운동당 양당에서 여러 정치인들이 소속 당의 비현실적인 선거 전망에 항의해 사임하고, 자신들만의 정당을 창당하기도 했다. 가장 이목이 집중됐던 분리 정당은 아나톨리아당으로, 에미네 윌케르 타르한 전 공화인민당 의원이 2014년 11월 창당했다. 야당이 극복해야 했던 그 외의 중요한 요인은 지난 지선과 대선에서 모두 급부상했던 언론 편향과 부정 선거와 같은 쟁점들이었다.

### 선거 주기
2015년 총선은 2019년이 되기 전까지 튀르키예에서 예정된 가장 마지막 총선이었다. 즉, 이번에 당선된 정부는 향후 4년간 아무런 선거 심판 없이 집권할 수 있다는 뜻이다. 차기 대선, 지선, 총선은 모두 2019년에 치러질 예정이다. 이것이 우연인지, 아니면 2007년 개헌 국민투표 당시 의회 임기를 5년에서 4년으로 줄이자고 제안했던 정의개발당 (AKP)이 계획했던 것인지는 아직 논란이 분분한 상태이다. 선거상 제한을 받지 않게 되는 이번 정권을 정의개발당이 잡게 될 시, 그 4년 동안 정의개발당 내각이 하게 될 것에 대해서 순조로운 예측과 우려가 동시에 빚어졌다. 선거 없는 4년이 정부에게 대대적인 필수 경제 개혁을 떠맡도록 할 수도 있는 한편, 정의개발당에 비판적인 쪽에서는 튀르키예 정치와 사법체계에서 상호 견제와 권력 분립을 더욱 침식시킬 기회라고 주장했다. 더불어 정의개발당은 레제프 타이이프 에르도안 대통령에게 더 큰 권한을 주는 대통령제를 지지하고 있다

### 조기 총선

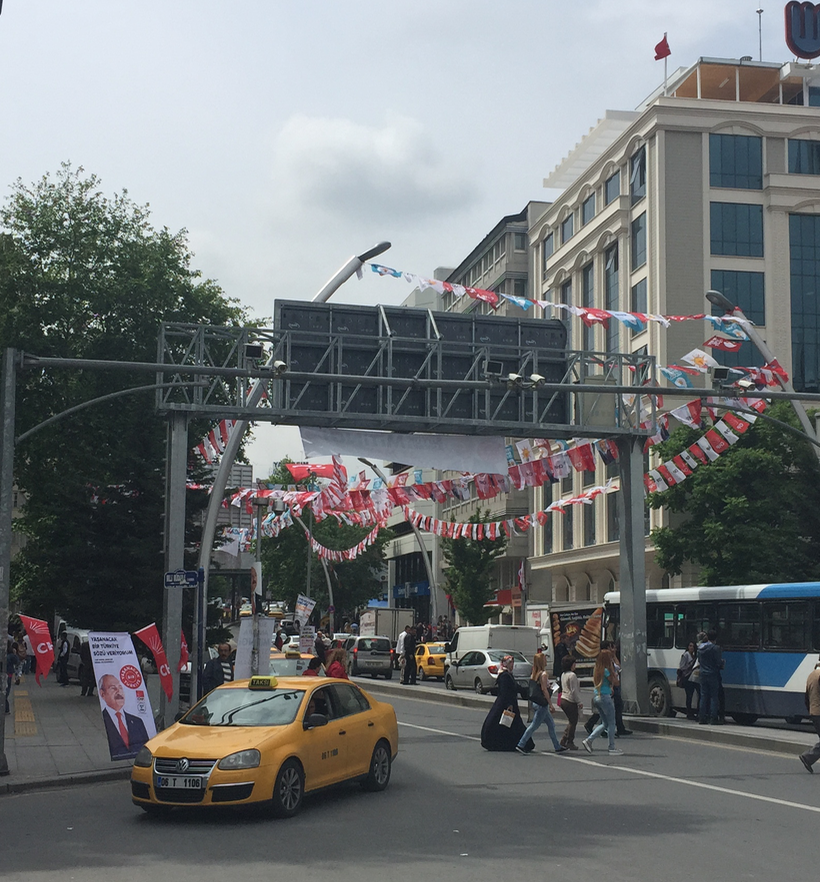
2015년 6월 5일 크즐라이의 귀벤 공원 부근에 설치된 정치 홍보물과 깃발들

정의개발당 정부는 2014년 대선에서 레제프 타이이프 에르도안 당 후보가 당선될 경우, 2014년 11월에 조기 총선을 치루자고 제안한 것으로 알려졌다. 대선 여론 조사 1차전에서 에르도안 후보의 수월한 승리가 예측됐던 것이 큰 이유였다. 이는 재선을 노리기 전에 정의개발당의 새로운 대표가 에르도안의 남은 총리 임기를 맡는 것보다는 당과 대표가 직접 나서 선거를 통한 완전한 임기를 추진하도록 했다. 대선 투표 결과 에르도안 후보는 51.79% 득표로 명백한 승리를 거뒀으나, 일반 투표율은 여론조사가 예측했던 것보다 현저히 낮았다. 각계 정치평론가와 언론인들에 의하면 대통령 선거 결과로 인해 조기 총선이 열릴 가능성은 상당히 줄어들었다. 다만 일부 보도에서는 정부가 2015년 4월에 조기 총선을 준비하고 있다고 주장하기도 했다 2014년 10월, 나지 보스탄즈 정의개발당 원내대표는 총선이 이른 시기에 열릴 가능성을 일축했고 11월에는 아흐메트 다부톨루 총리가 총선은 평상시대로 6월에 열릴 것이라고 말했다. 이런 공언에도 불구하고 2014년 12월에는 남은 여름철 시험과 겹치지 않도록 선거를 앞당길 것이라는 추측이 있었다. 결국 그러한 계획은 세워지지 않고 최고선거위는 6월 7일에 개회했다. 그 후 일부 학교는 선거일과 겹치지 않도록 시험기간을 조정하기도 했다.
정의개발당은 개헌 추진을 위해 원내에서 최소 330석을 목표로 삼을 것으로 널리 예측됐다. 2014년 지방선거에서 정의개발당은 42.87%의 득표율을 얻었는데, 총선 결과로 바꾸면 285~300석을 얻는 것이었다. 야당인 공화인민당 (CHP)은 130~145석, 국민운동당 (MHP)는 75~85석, 쿠르드 민족주의 독립 성향 후보들은 30~45석을 차지하게 된다. 정의개발당이 현재 진행중인 쿠르드 PKK 반군과의 해결 과정의 일환으로 쿠르드 독립 성향 후보들에게서 지지를 철회한 상태이긴 하나, 개헌 국민투표를 열 충분한 의석수를 확보할 가능성은 여전히 불투명했다. 결국 정치권에서 조기 총선에 대한 전망은 줄어들게 되었다.

### 쟁점과 국면
선거 전초전까지 의제를 형성한 주된 쟁점으로는 쿠르드 분리주의 반군과의 해결 과정, 튀르키예 정치계와 법계의 귈렌 운동이 끼친 영향력, 경기 침체와 더불어 튀르키예 정계의 정치 양극화 심화가 있었다. 외즈게잔 아슬란 살인 사건과 2014년 소마 탄광 폭발 사고도 여성과 노동자 권리 문제를 각각 부각시킨 한편, 튀르키예에 있는 쿠르드족과 알레비파 소수민족에 대한 소수의 권리 요구도 야당에서 불거졌다. 선거 전초전에서 레제프 타이이프 에르도안 대통령은 당 대회를 소집했는데, 그곳에서 정부 체제를 대통령제로 변경하자고 공개적으로 요청하여 논란이 일었다. 에르도안 대통령이 헌법상 중립을 유지할 의무가 있는데도 불구하고 정치 체제에 세력을 행사함에 따라, 현 의원내각제와는 대비되는 대통령제 도입 여부도 선거전 의제에 올랐다.
2015년 6월 총선은 2013년에 게지 공원에서 반정부 시위가 벌어진 이후 첫 총선이자, 에르도안 대통령을 비롯한 여러 정의개발당 소속 정치인들이 연루된 2013년 정부 부패 스캔들 이후 첫 총선이기도 했다. 정의개발당의 외교 정책, 현재진행형인 시리아 내전과 이라크 레반트 이슬람 국가의 부상도 핵심 쟁점이었다. 2014년 말, 쿠르드족이 주로 거주하는 시리아의 도시 코바니를 IS가 포위하자 수많은 쿠르드 시민들이 튀르키예 정부의 대응에 항의하면서, 튀르키예 남동부에 극심한 폭동이 일어났다. 이는 정부가 경찰력에 중요 권한을 부여하는 '국내보안법'을 통과시키는 데 이르렀는데, 여러 야당 정치인들과 유럽 연합은 정의개발당이 튀르키예를 계엄 상태에 놓이게 하여 경찰 국가로 전환시킨다고 비난했다. 튀르키예의 하락하는 인권 순위, 늘어나는 검열과 정의개발당 정부의 권위주의도 의제와 야당 정당들의 선거운동에 올랐다. 2014년 1월 시리아로 향한 국가정보기구 (MIT) 소속 트럭 차량들이 실제로는 무기를 수송중이었다는 사실을 뒷받침하는 폭로 또한 정의개발당 정부를 향해 국가반역죄와 전쟁 범죄라는 비난을 낳게 되었다.

## 선거 제도

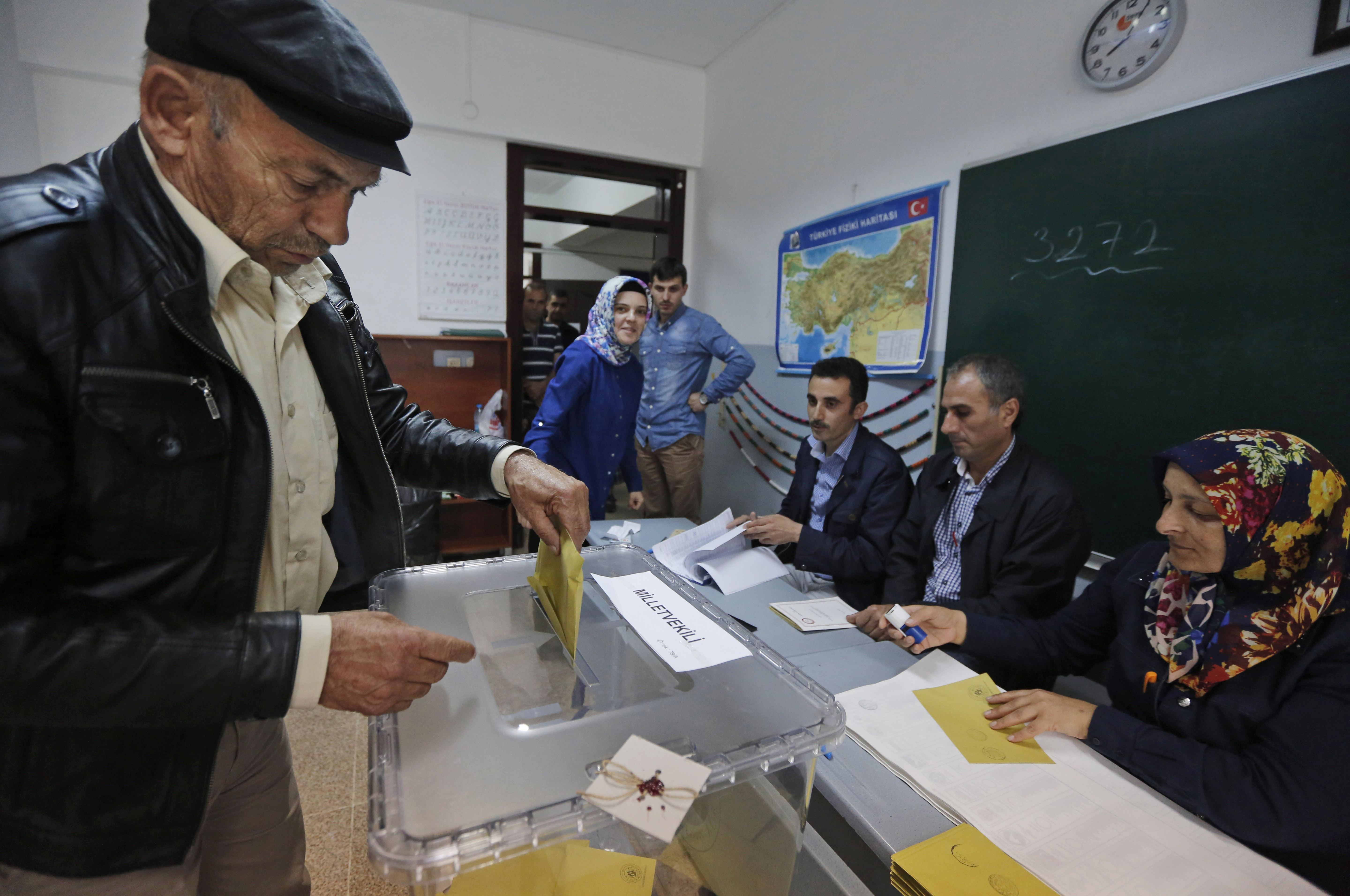
2015년 6월 7일 앙카라에서 총선에 투표하는 시민들

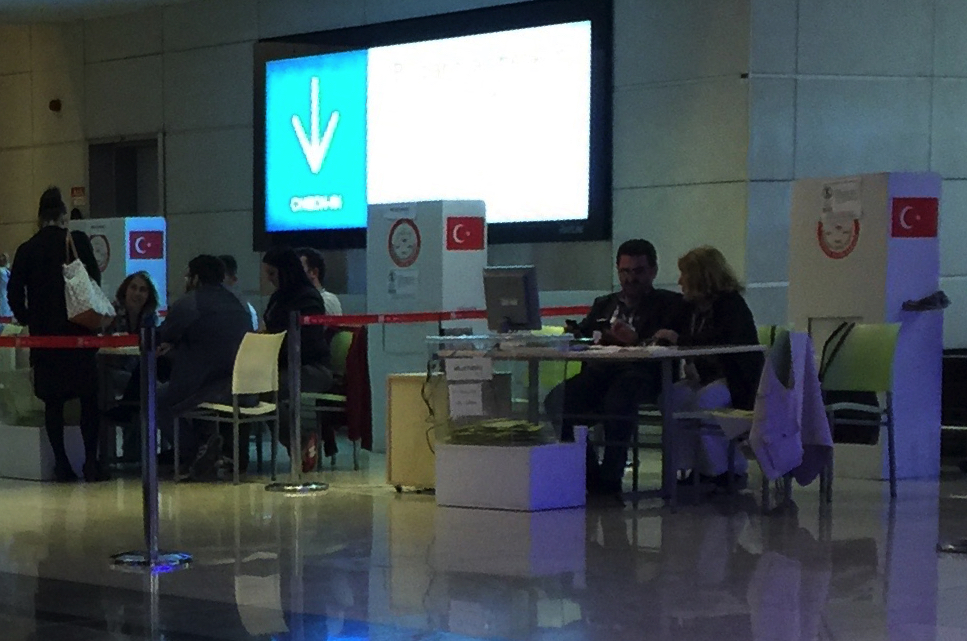
2015년 6월 7일 이스탄불 사비하 괵첸 국제공항 세관수속장에서 총선에 투표하는 시민들의 모습

튀르키예는 일종의 정당명부식 비례대표제인 돈트 방식을 통해 대국민의회에 총 550명의 국회의원을 선출한다. 정당은 의회에 의원을 선출해내기 위해서 전국 투표수의 10% 이상을 얻어야 하는데, 한 정당이 여러 특정 지역에서 최다 득표를 할 수 있으나 전체 결과로는 낮게 나온다면 단 한명의 의원도 당선되지 못할 수 있다는 의미이다. 의회의 문턱이 되는 이 10% 득표 기준선은 야당 의원들의 치밀한 정밀조사라는 조건이 있는데, 10% 이하의 득표를 거둔 정당에 던져진 표는 전부 버려지고, 전국 기준선을 넘은 정당들은 의석을 더욱 손쉽게 확보할 수 있도록 만들기 때문이다. 그 예로, 2002년 총선에서 정의개발당이 전체 투표수의 34.28%를 획득했지만 의석 중 3분의 2에 가까이 확보한 적이 있었다.
의회 기준선은 무소속 후보들에게는 적용되지 않는데, 이 때문에 남동부 지역에서 큰 지지표를 받지만 전체 투표수의 10%는 확보하지 못하는 쿠르드 민족주의 성향의 정치인들은 정당에 소속된 후보 대신 무소속 후보로 출마한다. 이런 경우는 2007년과 지난 2011년 총선에서 벌어졌는데, 각각 쿠르드 민주사회당과 평화민주당이 무소속 후보를 선출했었다.

### 선거구
튀르키예는 총 85개의 선거구로 나뉘며, 각 선거구는 튀르키예 대국민의회에 특정한 수의 국회의원을 선출한다. 튀르키예 국회는 총 550석의 의원으로 구성되고, 선거구는 해당 지방의 인구수 비례에 따라 특정 의원수를 배분받는다. 튀르키예 최고 선거위원회는 선거 전에 각 선거구의 인구수 검토를 진행하고, 조사한 유권자 수에 따라 해당 선거구의 의석수를 늘리거나 줄일 수 있다.
선거구의 명칭과 경계선은 모두 튀르키예의 81개 주와 일치한다. 다만 이즈미르 주, 이스탄불 주, 앙카라 주, 이 세 선거구의 경우를 예외를 두고 있다. 19명에서 36명의 의원을 선출하는 주는 두 개 선거구로, 36명 이상의 의원을 선출하는 주는 세 개 선거구로 분할된다. 따라서 튀르키예에서 가장 큰 주에 속하는 세 선거구 중 이즈미르 주와 앙카라 주는 두 개의 소선거구로, 이스탄불 주는 세 개의 소선거구로 분할된다. 선거구별로 선출되는 의석 수 배분은 다음과 같다.
| 선거구명            | 선거구명            | 의원 수 |
| ------------------- | ------------------- | ------- |
| 아다나 주           | 아다나 주           | 14      |
| 아디야만 주         | 아디야만 주         | 5       |
| 아피온카라히사르 주 | 아피온카라히사르 주 | 5       |
| 아리 주             | 아리 주             | 4       |
| 악사라이 주         | 악사라이 주         | 3       |
| 아마시아 주         | 아마시아 주         | 3       |
| 앙카라 주           | 앙카라 주           | 32      |
|                     | 앙카라 주 (I)       | 18      |
|                     | 앙카라 주 (II)      | 14      |
| 안탈리아 주         | 안탈리아 주         | 14      |
| 아르다한 주         | 아르다한 주         | 2       |
| 아르트빈            | 아르트빈            | 2       |
| 아이딘              | 아이딘              | 7       |

| 선거구        | 선거구        | 의원수 |
| ------------- | ------------- | ------ |
| 발리케시르 주 | 발리케시르 주 | 8      |
| 바르틴 주     | 바르틴 주     | 2      |
| 바트만 주     | 바트만 주     | 4      |
| 바이부르트 주 | 바이부르트 주 | 2      |
| 빌레지크 주   | 빌레지크 주   | 2      |
| 빙괼 주       | 빙괼 주       | 3      |
| 비틀리스 주   | 비틀리스 주   | 3      |
| 볼루 주       | 볼루 주       | 3      |
| 부르두르 주   | 부르두르 주   | 3      |
| 부르사 주     | 부르사 주     | 18     |
| 차나칼레 주   | 차나칼레 주   | 4      |
| 창키리 주     | 창키리 주     | 2      |
| 초룸 주       | 초룸 주       | 4      |

| 선거구          | 선거구          | 의원수 |
| --------------- | --------------- | ------ |
| 데니즐리 주     | 데니즐리 주     | 7      |
| 디야르바크르 주 | 디야르바크르 주 | 11     |
| 뒤즈제 주       | 뒤즈제 주       | 3      |
| 에디르네 주     | 에디르네 주     | 3      |
| 엘라즈으 주     | 엘라즈으 주     | 4      |
| 에르진진 주     | 에르진진 주     | 2      |
| 에르주룸 주     | 에르주룸 주     | 6      |
| 에스키셰히르 주 | 에스키셰히르 주 | 6      |
| 가지안테프 주   | 가지안테프 주   | 12     |
| 기레순 주       | 기레순 주       | 4      |
| 귀뮈쉬하네 주   | 귀뮈쉬하네 주   | 2      |
| 학카리 주       | 학카리 주       | 3      |
| 하타이 주       | 하타이 주       | 10     |

| 선거구            | 선거구            | 의원수 |
| ----------------- | ----------------- | ------ |
| 이으드르 주       | 이으드르 주       | 2      |
| 이스파르타 주     | 이스파르타 주     | 4      |
| 이스탄불 주       | 이스탄불 주       | 88     |
|                   | 이스탄불 주 (I)   | 31     |
|                   | 이스탄불 주 (II)  | 26     |
|                   | 이스탄불 주 (III) | 31     |
| 이즈미르 주       | 이즈미르 주       | 26     |
|                   | 이즈미르 주 (I)   | 13     |
|                   | 이즈미르 주 (II)  | 13     |
| 카흐라만마라쉬 주 | 카흐라만마라쉬 주 | 8      |
| 카르스 주         | 카르스 주         | 3      |
| 카스타모누 주     | 카스타모누 주     | 3      |
| 카라뷔크 주       | 카라뷔크 주       | 2      |

| 선거구          | 선거구          | 의원수 |
| --------------- | --------------- | ------ |
| 카라만 주       | 카라만 주       | 2      |
| 카이세리 주     | 카이세리 주     | 9      |
| 킬리스 주       | 킬리스 주       | 2      |
| 크르클라렐리 주 | 크르클라렐리 주 | 3      |
| 크르칼레 주     | 크르칼레 주     | 3      |
| 크르셰히르 주   | 크르셰히르 주   | 2      |
| 코자엘리 주     | 코자엘리 주     | 11     |
| 코니아 주       | 코니아 주       | 14     |
| 퀴타히아 주     | 퀴타히아 주     | 4      |
| 말라티아 주     | 말라티아 주     | 6      |
| 마니사 주       | 마니사 주       | 9      |
| 마르딘 주       | 마르딘 주       | 6      |
| 메르신 주       | 메르신 주       | 11     |

| 선거구        | 선거구        | 의원수 |
| ------------- | ------------- | ------ |
| 무을라 주     | 무을라 주     | 6      |
| 무슈 주       | 무슈 주       | 3      |
| 네브셰히르 주 | 네브셰히르 주 | 3      |
| 니데 주       | 니데 주       | 3      |
| 오르두 주     | 오르두 주     | 5      |
| 오스마니예 주 | 오스마니예 주 | 4      |
| 리제 주       | 리제 주       | 3      |
| 사카리아 주   | 사카리아 주   | 7      |
| 삼순 주       | 삼순 주       | 9      |
| 시이르트 주   | 시이르트 주   | 3      |
| 시노프 주     | 시노프 주     | 2      |
| 시바스 주     | 시바스 주     | 5      |
| 샨르우르파 주 | 샨르우르파 주 | 12     |

| 선거구        | 선거구        | 의원수 |
| ------------- | ------------- | ------ |
| 시으르나크 주 | 시으르나크 주 | 4      |
| 테키르다 주   | 테키르다 주   | 6      |
| 토카트 주     | 토카트 주     | 5      |
| 트라브존 주   | 트라브존 주   | 6      |
| 툰젤리 주     | 툰젤리 주     | 2      |
| 우샤크 주     | 우샤크 주     | 3      |
| 반 주         | 반 주         | 8      |
| 얄로바 주     | 얄로바 주     | 2      |
| 요즈가트 주   | 요즈가트 주   | 4      |
| 종굴다크 주   | 종굴다크 주   | 5      |
| 총합          | 총합          | 550    |

#### 2011년 총선과의 변화
2011년 총선 이후 선거위원회는 총 8개 선거구의 의원수를 조정했는데, 다음과 같다. 앙카라 주의 두 개 선거구도 경계가 변경됐다.

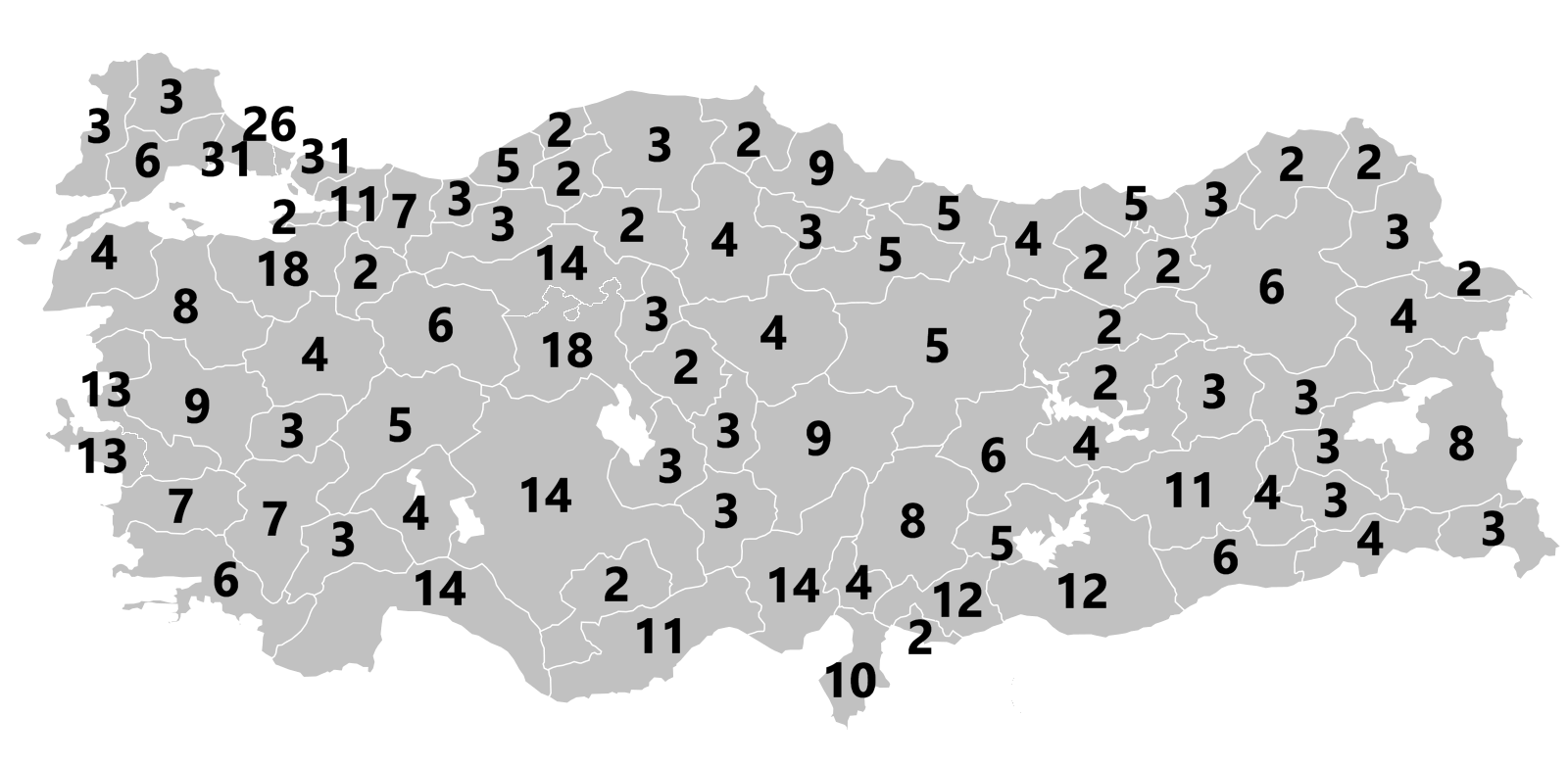
2015년 총선에서 선거구별로 당선된 의원 수

| 선거구        | 선거구          | 2011년 | 2015년 | 변동 |
| 앙카라 주     | 앙카라 주       | 31     | 32     | 1    |
| ------------- | --------------- | ------ | ------ | ---- |
|               | 앙카라 주 (I)   | 16     | 18     | 2    |
|               | 앙카라 주 (II)  | 15     | 14     | 1    |
| 바이부르트 주 | 바이부르트 주   | 1      | 2      | 1    |
| 엘라지 주     | 엘라지 주       | 5      | 4      | 1    |
| 이스탄불 주   | 이스탄불 주     | 85     | 88     | 3    |
|               | 이스탄불 주 (I) | 30     | 31     | 1    |

| 선거구      | 선거구            | 2011년 | 2015년 | 변동 |
| ----------- | ----------------- | ------ | ------ | ---- |
|             | 이스탄불 주 (II)  | 27     | 26     | 1    |
|             | 이스탄불 주 (III) | 28     | 31     | 3    |
| 퀴타히아 주 | 퀴타히아 주       | 5      | 4      | 1    |
| 마니사 주   | 마니사 주         | 10     | 9      | 1    |
| 무슈 주     | 무슈 주           | 4      | 3      | 1    |
| 오르두 주   | 오르두 주         | 6      | 5      | 1    |

## 참여 정당

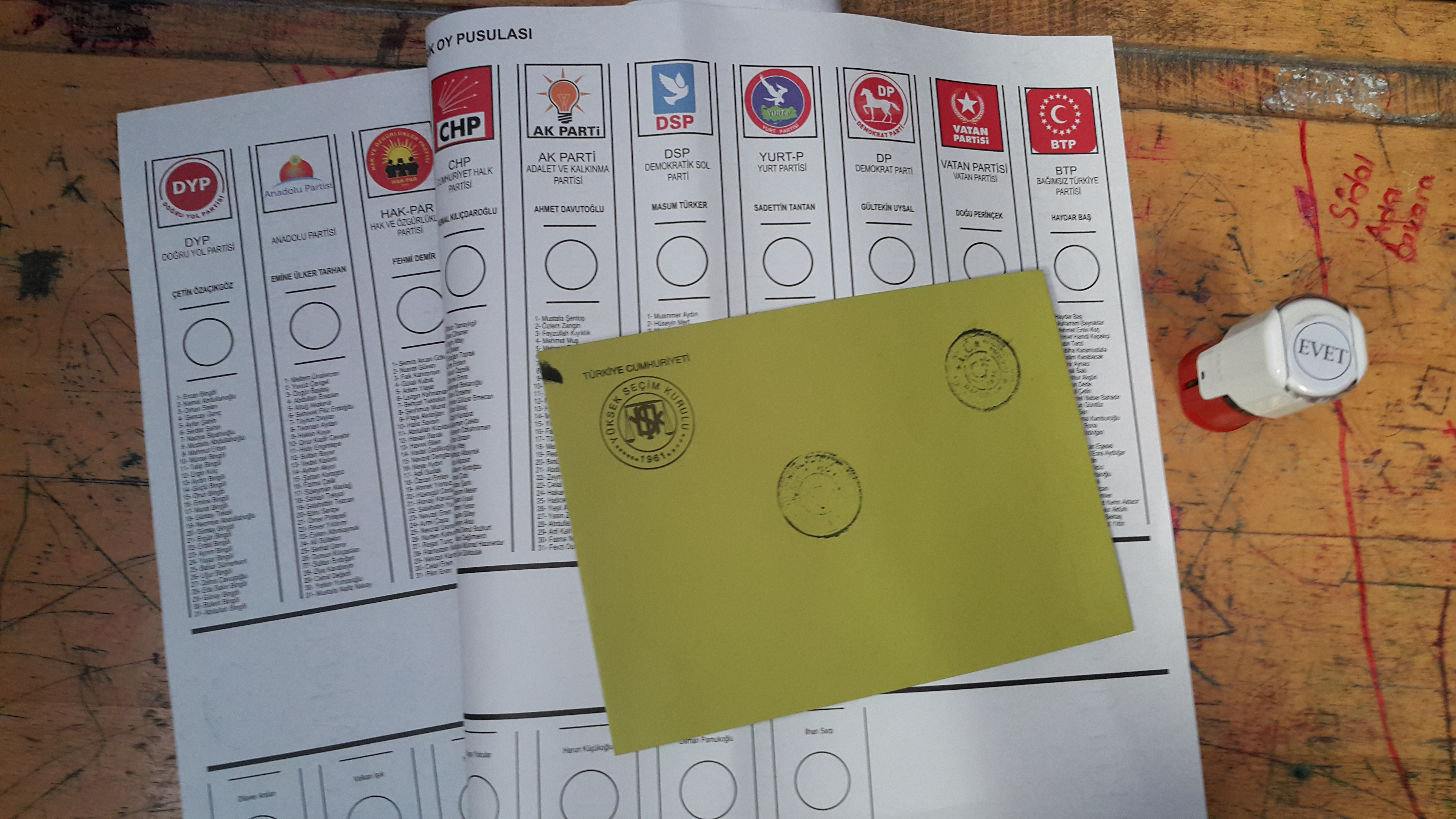
이스탄불 제3선거구 투표소의 투표 용지, 봉투와 인장

2015년 2월 1일, 튀르키예 최고 선거위원회는 총선에 후보를 내기 위한 기준을 충족하는 정당이 32개 정당이라고 발표했다. 정당이 이 자격을 갖기 위해서는 선거 최소 6개월 전에 지역 단체를 설립하고 당 선거 총회를 마쳐야 한다. 더불어 튀르키예 81개 주의 절반인 41개 주 이상에 지역 정당 사무소가 있어야 한다. 이 32개 정당 중에서 21개 정당이 선거에 후보 명부를 제출하기로 했다. 제출 마감일은 현지 시간으로 2015년 4월 7일 오후 5시 정각이었다. 다만 이 기한은 우선당 대표단이 최고선거위에 당 후보 명부를 전달하던 길에 사고를 당해 오후 5시 22분까지 연기되기도 했다. 자유쟁의당 (HÜDA-PAR)과 권리평등당 (HEPAR)은 모두 10% 선거 기준선을 통과하기 위해 무소속으로 후보를 출마할 것이라고 발표했다. 공산당 (KP)은 전 550석 선거구에 여성 후보만 출마시켰다.
이번 선거에 참여한 정당은 다음과 같다 (투표 용지 순).
| 기호 | 정당    | 정당                                   | 대표                              | 성향      | 정책              | 참여 선거구 |
| ---- | ------- | -------------------------------------- | --------------------------------- | --------- | ----------------- | ----------- |
| 1    | DYP     | 정로당                                 | 체틴 외자츠크괴즈                 | 중도 우파 | 경제적 자유주의   | 56          |
| 2    | ANAPAR  | 아나톨리아당                           | 에미네 윌케르 타르한              | 중도 좌파 | 케말주의          | 85          |
| 3    | HAK-PAR | 권리자유당                             | 페흐미 프라트                     | 좌파      | 쿠르드 민족주의   | 75          |
| 4    | KP      | 공산당                                 | 외즐렘 셴 아바이                  | 극좌      | 공산주의          | 85          |
| 5    | MP      | 국민당                                 | 아이쿠트 에디발리                 | 중도 우파 | 쿠르드 민족주의   | 85          |
| 6    | HAP     | 권리정의당                             | 이이트 제키 외즈튀르크            | 중도      | 사회정의          | 43          |
| 7    | MEP     | 중심당                                 | 아브두라힘 카르슬르               | 중도      | 중도주의          | 73          |
| 8    | TURK-P  | 사회조정개혁개발당                     | 아흐메트 에위프 외즈귀치          | 중도      | 중도주의          | 55          |
| 9    | HKP     | 인민해방당                             | 누룰라흐 앙쿠트                   | 극좌      | 공산주의          | 85          |
| 10   | LDP     | 자유민주당                             | 젬 토케르                         | 중도 우파 | 자유주의          | 58          |
| 11   | MHP     | 민족주의자 운동당                      | 데블레트 바흐첼리                 | 극우      | 튀르키예 민족주의 | 85          |
| 12   | HDP     | 인민민주당                             | 셀라하틴 데미르타슈 피겐 윅세크다 | 좌파      | 민주사회주의      | 85          |
| 13   | SP      | 지복당 (대통일당과 함께 국민연합 소속) | 무스타파 카말라크                 | 극우      | 이슬람주의        | 85          |
| 14   | CHP     | 공화인민당                             | 케말 클르치다로을루               | 중도 좌파 | 사회민주주의      | 85          |
| 15   | AKP     | 정의개발당                             | 아흐메트 다부톨루                 | 우파      | 보수주의          | 85          |
| 16   | DSP     | 민주좌파당                             | 마숨 튀르케르                     | 중도 좌파 | 사회민주주의      | 85          |
| 17   | YURT-P  | 조국당                                 | 사데틴 탄탄                       | 중도 우파 | 튀르키예 민족주의 | 56          |
| 18   | DP      | 민주당                                 | 귈테킨 우이살                     | 중도 우파 | 경제적 자유주의   | 85          |
| 19   | VP      | 애국당                                 | 도우 페린체크                     | 좌파      | 좌파 내셔널리즘   | 85          |
| 20   | BTP     | 독립튀르키예당                         | 하이다르 바슈                     | 중도 우파 | 보수주의          | 85          |

### 정당 대표 경선

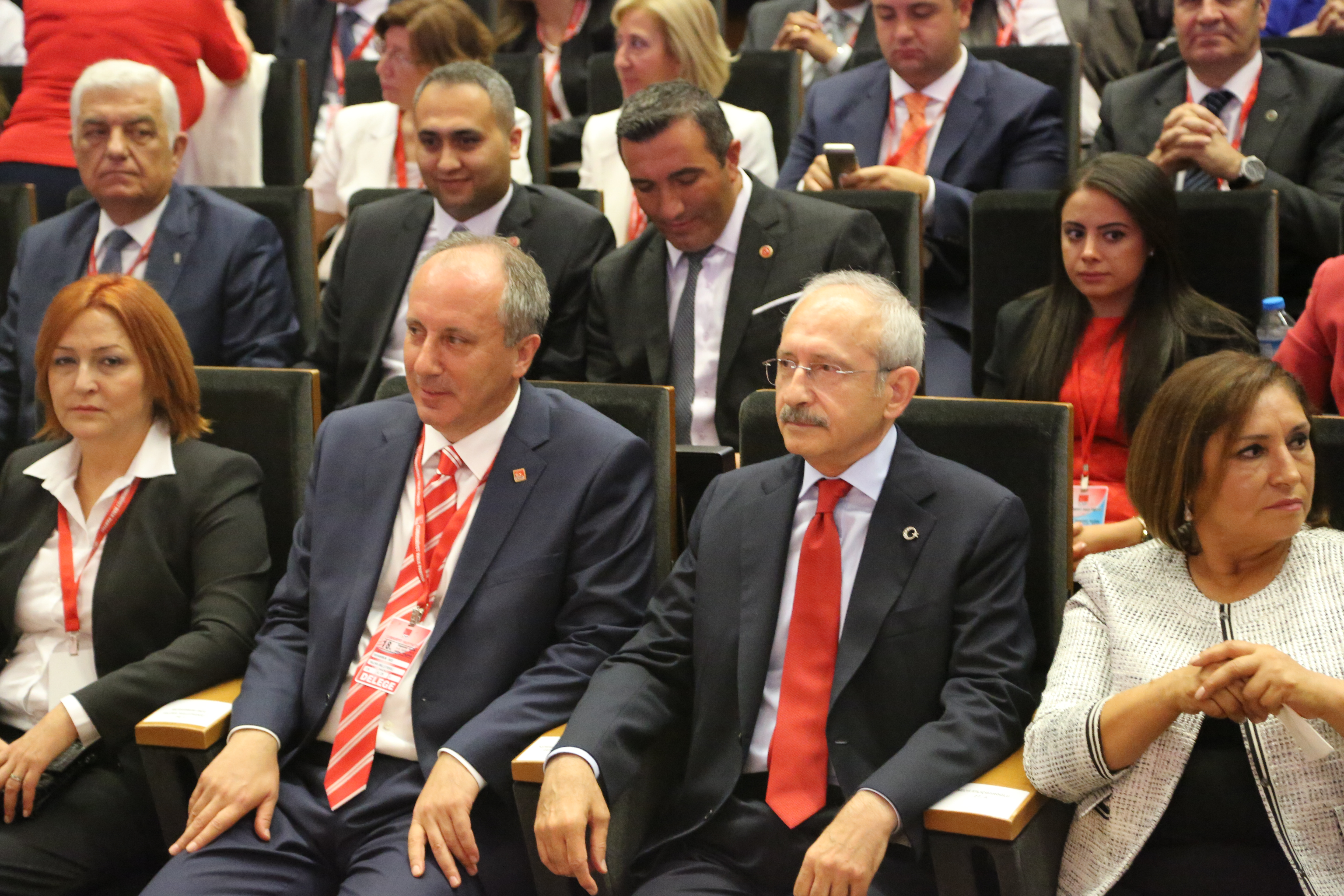
2014년 민족운동당 임시 전당대회에서 대표 후보로 나선 케말 클르치다롤루와 무하렘 인제의 모습

아나톨리아당, 민주진전당, 국가정의당과 같은 여러 이탈 정당들은 전 공화인민당 및 정의개발당 의원으로 구성됐다. 하지만 결국에는 아나톨리아당만 유일하게 선거에 후보를 출마시키게 되었다. 정의개발당, 공화인민당, 민족운동당 모두 선거가 다가오면서 대표 경선을 치뤘는데, 그 중 2014년 8월에 열린 제1회 정의개발당 임시 전당대회 기간에는 정의개발당 대표로 아흐메트 다부톨루 대표가 새로 당선됐다. 2015년 공화인민당 임시 전당대회에서는 타 경쟁 후보들이 전부 대표 경선에 출마할 만큼의 충분한 서명을 받지 못하면서, 장기 집권하고 있는 데블레트 바흐첼리 현 대표가 상대 후보 없이 재임명됐다. 2014년 민족운동당 임시 전당대회에서는 케말 클르치다로을루가 경쟁 후보인 무하렘 안제를 물리치고 민족운동당 대표로 다시 당선됐다. 한편 정의개발당의 경우, 여러 야당 정치평론가들과 여론조사에서는 정의개발당의 창당자이자 대통령으로서 정치적 중립을 지켜야 하는 레제프 타이이프 에르도안 현 대통령이 사실상 정의개발당의 대표라고 대부분 여기고 있는 것으로 드러났다. 선거에 참여한 20개 정당 중에서 여성이 단독 대표로 있는 정당은 단 둘뿐이었는데, 바로 아나톨리아당의 에미네 윌케르 타르한 대표와 공산당의 외즐렘 셴 아바이 대표였다.
| 2014년 8월 27일 정의개발당 임시 전당대회 | 2014년 8월 27일 정의개발당 임시 전당대회 | 2014년 8월 27일 정의개발당 임시 전당대회 | 2014년 8월 27일 정의개발당 임시 전당대회 |
| 후보                                     | 후보                                     | 득표                                     | %                                        |
| ---------------------------------------- | ---------------------------------------- | ---------------------------------------- | ---------------------------------------- |
|                                          | 아흐메트 다부톨루                        | 1,382                                    | 100.0                                    |
| 무효표/백지                              | 무효표/백지                              | 6                                        | –                                        |
| 총합                                     | 총합                                     | 1,388                                    | 100.0                                    |
| 대표 수/투표율                           | 대표 수/투표율                           | 1,420                                    | 97.7                                     |
| 출처: Akşam                              |                                          |                                          |                                          |

| 2014년 9월 22일 공화인민당 임시 전당대회 | 2014년 9월 22일 공화인민당 임시 전당대회 | 2014년 9월 22일 공화인민당 임시 전당대회 | 2014년 9월 22일 공화인민당 임시 전당대회 |
| 후보                                     | 후보                                     | 득표                                     | %                                        |
| ---------------------------------------- | ---------------------------------------- | ---------------------------------------- | ---------------------------------------- |
|                                          | 케말 클르치다로을루                      | 740                                      | 64.1                                     |
|                                          | 무하렘 인제                              | 415                                      | 35.9                                     |
| 무효표/백지                              | 무효표/백지                              | 26                                       | –                                        |
| 총합                                     | 총합                                     | 1,181                                    | 100.0                                    |
| 대표 수/투표율                           | 대표 수/투표율                           | 1,218                                    | 94.8                                     |

| 2015년 3월 21일 민족운동당 임시 전당대회 | 2015년 3월 21일 민족운동당 임시 전당대회 | 2015년 3월 21일 민족운동당 임시 전당대회 | 2015년 3월 21일 민족운동당 임시 전당대회 |
| 후보                                     | 후보                                     | 득표                                     | %                                        |
| ---------------------------------------- | ---------------------------------------- | ---------------------------------------- | ---------------------------------------- |
|                                          | 데블레트 바흐첼리                        | 1,149                                    | 100.0                                    |
| 무효표/백지                              | 무효표/백지                              | 11                                       | –                                        |
| 총합                                     | 총합                                     | 1,160                                    | 100.0                                    |
| 대표 수/투표율                           | 대표 수/투표율                           | 1,242                                    | 93.4                                     |
| 출처: Sözcü                              |                                          |                                          |                                          |